# Assück
Assück – amerykańska grupa muzyczna grająca grindcore. Powstała w Florydzie, a dokładniej St. Petersburgu. W przeciwieństwie do większości grup grających ekstremalne odmiany metalu, Assück nie używało w swojej twórczości solówek gitarowych oraz treści ich utworów obracały się wokół tematyki niejasności politycznych.

## Członkowie

### Ostatni skład
- Rob Proctor – perkusja (Crucible, Anthem Eighty Eight, No Fraud, Manic Dose, Nasty Savage, Cease)
- Jason Crittenden – gitara basowa (Reversal of Man, Early Grace, Anthem Eighty Eight)
- Steve Heritage – gitara elektryczna, śpiew (Jud Jud, Bombs of Death, Anthem Eighty Eight)

### Byli członkowie
- Paul Pavlovich – śpiew (aktualnie w Track the Curse)
- Dave "Spinach" Malinsky – śpiew (ex-Sweet Pickles, Merkin, On Edge)

- Daryl Kahan – śpiew podczas "1993/1994 European tour" (ex-Citizens Arrest, Abazagorath, Funebrarum, Voice of Hate, Taste of Fear)
- Pete Jay – gitara basowa (ex-Meatwagon, No Fraud, Manic Dose, Peepole, Black Queen, aktualnie w Wormwood and Oakhelm)
- Steve Kosiba – gitara basowa (ex-Inhumanity, Scrotum Grinder, Watermark 6000, Ice Pick)

## Dyskografia
- Born Backwards (Demo, 1987)
- Necrosalvation (EP, 1988)
- Assuck/Old Lady Drivers (Split EP, 1990)
- Anticapital (LP, 1991)
- Bllleeeeaaauuurrrrgghhh! – The Record (VA 7", 1991)
- Apocalyptic Convulsions (niektóre kopie wyszły z bonusem w postaci nagrania 7") (1992)
- State to State (Single and Spoken Word, 1992)
- Blindspot (EP, 1992)
- Emergency Broadcast Systems Volume Two kompilacja 7" EP z Assück, Crain, Schedule, oraz Friction (1992)
- Tampa Sucks Compilation (VA CD, 1993)
- Bloodless Unreality – Assuck/Hellnation/Destroy/Confrontation (Split EP, 1994)
- No Idea Fanzine 11 Compilation CD – Big Pants Waste Precious Fabric (1994)
- Blindspot Mailorder Distro Sampler (VA CD, 1995)
- Misery Index (LP, 1996)
- 403 Comp – Florida Fucking Hardcore (VA CD, 1998)
- 1998 Mordam Records Sampler: This Ain't No Disco (VA CD, 1998)